# Општина Ваља Арговеј (Калараш)
Ваља Арговеј (рум. Valea Argovei) општина је у Румунији у округу Калараш.
Oпштина се налази на надморској висини од 21 m.